# Presente nel greco antico
La pagina mostra il presente del greco antico, uno dei tempi del sistema verbale del greco antico.

## Desinenze verbali
Ai temi temporali del verbo eventualmente modificati da suffissi, infissi e vocali tematiche, sono aggiunte le desinenze, che indicano la persona, il numero, la diatesi e in parte il tempo. Le desinenze si distinguono in primarie, che si trovano nell'indicativo dei tempi principali (presente, futuro, parte del perfetto), nel congiuntivo di tutti i tempi, nella I persona singolare attiva degli ottativi uscenti in -οι e in -αι; poi le desinenze secondarie o storiche, che marcano la forma del passato, ricorrono all'indicativo dei tempi storici (imperfetto, aoristo, piuccheperfetto), ma caratterizzano anche l'ottativo di tutti i tempi, eccettuata la I persona singolare attiva degli ottativi in -οι-/αι, e gran parte delle II persone singolari attive dei presenti atematici.
Ciascun tipo di desinenza si distingue tra diatesi attiva e media. Le desinenze mediopassive sono sostanzialmente identiche sia per la flessione tematica che per l'atematica, esse servono a esprimere la voce passiva in quasi tutti i tempi. L'imperativo ha desinenze proprie, così pure il perfetto indicativo attivo nelle prime tre persone singolari (sia nel I debole, nel II forte e nel III fortissimo), mentre per il resto della coniugazione ricorre a quelle dei tempi principali. In alcuni casi, come nel presente contratto, ma anche nel futuro attico e dorico, le desinenze si fondono con la vocale tematica e non sono separabili, così sono dette "terminazioni".

## Desinenze attive

### Desinenze primarie o principali (tematiche)
- Desinenze primarie
  - Tematiche

Attivo
Singolare
- - I -(ω)
  - II -ις (in base alla vocale tematica, può essere preceduto dalle vocali ε-α-ο)
- III - ι (stessa cosa della II persona)

Duale
- II -τον
- III -τον

Plurale
- I -μεν
- II -τε
- III - *N°τι - la N sonante indoeuropea davanti a consonante ha esito di vocale, davanti a vocale il contrario. Per le desinenze atematiche della III persona plurale da esito α. Qui viene per assibilazione >νσι, con caduta successiva di ν davanti a sibilante > -σι(ν)

### Desinenze secondarie o atematiche
- - Desinenze atematiche attive

Singolare
- I - μι
- II -σι > ς, si riduce a solo sigma altrimenti sarebbe risultato uguale alla III singolare
- III -τι > con assibilazione in -σι

Duale
- II -τον
- III -τον

Plurale
- I -μεν
- II -τε
- III -N°τι > ᾱσι (-εντι)

- - Desinenze passive sia per i verbi tematici e atematici

Singolare
- I -μαι
- II -σαι (dopo vocale tematica si riduce in ῃ> ει onde evitare doppioni e confusioni con il congiuntivo)
- III -ται

Duale
- II -σθον
- III -σθον

Plurale
- I -μεθα (anche -μεσθα)
- II -εσθε
- III -νται (-αται per gli atematici con davanti consonante)

### Alcuni fenomeni di contrazione e di casi letterari
Nell'attivo della flessione tematica la I persona singolare non presenta una desinenza, ma la vocale tematica -ο- allungata, le desinenze della II e III singolare derivano da uscite atematiche *λυεσι, per la II in questo caso la caduta di sigma determinò l'aggiunta del sigma finale ς per differenziare la persona dalla III; questa probabilmente usciva in *λυετι, successivamente subì l'assibilazione e poi caduta del sigma, venendo come la si vede oggi. I dialetti dorici hanno per la I persona plurale la desinenza -μες, per l'indoeuropeo esistevano 3 forme alternanti apofoniche *-enti/ *-onti / *-nti, di quest'ultima si ha traccia solo nel verbo εἰμί. La desinenza generalizzata -ντι, presente nella III persona plurale del dorico, dà luogo a -νσι per assibilazione, con successiva caduta del ν e allungamento di compenso della vocale tematica; secondo altri questo ν sarebbe efelcistico o mobile, dato che appare alla fine della desinenza, non sempre.
Nell'attivo della flessione atematica, la desinenza -σι della II singolare ha lasciato traccia nell'allungamento εἶ (uguale alla II singolare presente di εἰμί), nata da un *εσ+σι > *εσι con caduta di sigma; presente anche nel verbo εἶμι <*εj+σι. Questo fenomeno del sigma è evidente soprattutto nel dialetto eolico, ossia in Saffo. Nella III singolare la forma -τι (εσ-τι) in genere passa a -σι per assibilazione; nella III plurale è probabile che dall'originario *-nti indoeuropeo con N° sonante vocalizzata in α, si inserisse o il ν efelcistico, risultando *-αντι, e dopo l'assibilazione in *-ανσι, con caduta del ν davanti a sibilante, sia risultato definitivamente in -αι con α allungata per compenso.

## Desinenze medio-passive
Le desinenze primarie mediopassive, con l'assenza della diatesi media tipica dell'aoristo e del futuro, sono comuni sia nella flessione tematiche che atematica, restano inalterate. Solo nella II singolare del presente tematico, dell'aoristo I debole e del IV cappatico si ha caduta di sigma intervocalico, e successiva contrazione *λυ-ε-σαι > λύεαι > λυῃ con lo iota sottoscritto, o anche λύει, con dittongo lungo chiuso, frequente a partire dal IV secolo a.C. La I plurale in -μεσθα è molto antica, frequente in Omero e nell'attico arcaico, ridotta con caduta di sigma e allungamento di ε, e ripresa nella forma arcaica dagli scrittori ellenistici. Per la flessione atematica, Omero usa la III persona plurale in -ατι.
- Desinenze secondarie

Riguardano i tempi storici:
- - Attive tematiche

Singolare
- I -ν
- II -ς
- III -<*τ - la desinenza manca, e spesso

Duale
- II -τον
- III -την - spostamento dell'accento

Plurale
- I -μεν
- II -τε
- III -ν (nell'imperfetto) - εν(*τ)

Le desinenze secondarie divergono dalle primarie in pochi punti, nell'attivo la I singolare che deriva dall'indoeuropeo *-m° sonante, nella coniugazione tematica viene in -ν, nell'atematica è sempre -ν dopo vocale, e α dopo consonante, esempio nell'aoristo I di λύω si ha ἔλῡσᾰ anziché la forma dell'imperfetto ἔλυον. L'α ricorre anche nell'imperfetto di εἰμί, la desinenza della II singolare -ς è probabilmente quella che ricorre nei presenti atematici attivi, mentre (σ)θα mostra una derivazione dal perfetto. La desinenza consonantica della III plurale, dall'originaria alternanza indoeuropea *-enti/*-onti/*-nti, la forma *nt nella flessione tematica diventa -ν per caduta di dentale, frequente nell'imperfetto, che ha la III plurale uguale alla I singolare nell'attivo, mentre per *-onti non ci sono attestazioni in attico, mentre -εν (con caduta di dentale finale), caratterizza la III dell'ottativo (λύοιεν).
Nella flessione atematica si è generalizzata una desinenza in -σαν, in origine usata nell'aoristo I, ma poi esteso anche nell'aoristo III e IV. Nel mediopassivo le desinenze secondarie sono quasi uguali nei due tipi di flessione, la desinenza -σο della II singolare ha fenomeni analoghi alla corrispettiva desinenza primaria, cioè con la caduta di sigma (nella coniugazione tematica dell'imperfetto, dell'aoristo II e IV cappatico), con tale caduta si ha contrazione *ἐλυ-ε-σο >*ἐλεο > ἐλύου; anche se nell'imperfetto atematico si usa il -σο normalmente, come ἐδίδοσο.

### Formazione dell'imperativo
Le desinenze dell'imperativo tematico e atematico differiscono poco. Le forme della III persona plurale attiva e mediopassiva sono sempre in -τωσαν (forma abbreviata -ντων) per l'attivo, e -σθωσαν per il mediopassivo, forme attestate a partire dal V secolo a.C., e affermatesi nella koinè, sarebbero nate dall'aggiunta della desinenza secondaria di -σαν a quelle della III singolare dell'imperativo. Nel duale sia attivo che medio la II persona con vocale breve, identica all'uscita dell'indicativo, si oppone alla III, con la vocale allungata. Le II persone plurali sia attive che mediopassive sono identiche alle rispettive uscite dell'indicativo.
Diversità evidenti sono riscontrabili nella II persona singolare in base all'incontro con la vocale tematica precedente nelle desinenze primarie, e in base ai tempi verbali. Nella flessione tematica la II singolare attiva non ha desinenza, ma la vocale tematica -ε (nel presente), con l'accento circonflesso per la legge del trocheo finale; nella flessione atematica invece c'è l'oscillazione -θι (per i verbi in -μι come ἵσθι /da εἰμί/  - il ι deriva dall'indoeuropeo *-dhi), talora anche il puro tema ῐ̔́στη al presente, per i verbi in -μι, o l'estensione della vocale tematica -ε, come nel caso dei verbi a tema raddoppiato δίδωμι: δίδου <*δι-δο-ε, oppure anche τίθει <*τιθε-ε.
La vocale tematica -ε per l'attivo appare anche nell'imperativo perfetto, quanto a II singolare, mentre per l'aoristo (flessione atematica) si usa la desinenza -ον nell'attivo.
Nella II persona singolare mediopassiva, per l'aoristo I sigmatico si trova la desinenza -αι (*σαι con caduta di sigma intervocalico), la desinenza -ου con accento circonflesso, per l'aoristo II forte, e -θι per l'aoristo III fortissimo. Nel caso speciale dei 3 verbi dell'aoristo IV cappatico, per la diatesi attiva nella II singolare si ha la desinenza -ς, per la media la desinenza -ου con accento circonflesso, derivata probabilmente da *-σο con caduta di sigma e successiva contrazione. Per l'aoristo passivo con il suffisso -θη, per la II singolare si usa la desinenza -τι, mentre le altre rimangono quelle della coniugazione attiva.
Imperativo attivo
- Singolare
  - II - ε -θι -ς -ον
  - III - τω
- Duale
  - II -τον
  - III - των
- Plurale
  - II - τε
  - III - ντων, -τωσαν

Imperativo mediopassivo
- Singolare
  - II -σο -(σ)αι
  - III -σθω

- Duale
  - II -σθον
  - III -σθων

- Plurale
  - II -σθε
  - III -σθων - σθωσαν

### Formazione del congiuntivo e dell'ottativo
Il congiuntivo per tutti i tempi sia nella flessione tematica che atematica, è caratterizzato dall'allungamento della vocale tematica -ο del presente. Per analogia, anche nelle coniugazioni atematiche, il congiuntivo ha esteso questa coniugazione a tutti i tempi, e naturalmente nella coniugazione non presenta l'aumento nell'aoristo, mentre per il perfetto passivo, si realizza con la resa al participio mediopassivo del tema, con l'aggiunta del congiuntivo del verbo εἰμί. Per l'aoristo passivo, il congiuntivo si coniuga sempre con l'allungamento della vocale tematica, nella forma attiva.
Nella diatesi attiva e passiva dei verbi contratti, naturalmente avviene la contrazione dell'accento, rispettando anche la legge degli esiti dell'incontro tra le diverse vocali.
Diatesi attiva
- Singolare
  - I -ω
  - II -ῃς (ῳς - ᾳς) -οις, dall'incontro della vocale tematica -ο + ῃς
  - III -ῃ (ῳ - ᾳ) -οι

- Duale
  - II -ητον (ῳτον - ᾳτον) -ουτον
  - III -ητον (ῳτον - ᾳτον) -ουτον

- Plurale
  - I -ωμεν
  - II -ητε
  - III -ωσι

Diatesi media
- Singolare
  - I -ωμαι
  - II -ῃ (ᾳ)
  - III -ηται (ᾳται)

- Duale
  - II -ησθον (ασθον / ῳσθον)
  - III - ησθον (ασθον / ῳσθον)

- Plurale
  - I -ωμεθα (ῳμεθα)
  - II -ησθε (ῳσθε)
  - III -ωνται

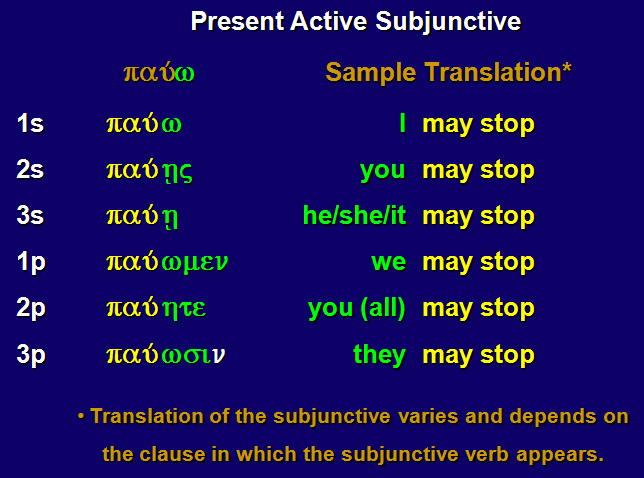
Il presente attivo indicativo e congiuntivo di παύω

La diatesi media atematica rispecchia le desinenze di quella tematica.
Stessa cosa può dirsi per l'ottativo, caratterizzato dal suffisso -οι + desinenza, sia nell'attivo che medio, mentre per i verbi atematici in -μι si ha il suffisso -ιη + desinenza nell'attivo, e nel medio il suffisso -ι lungo + desinenza.
Diatesi attiva tematica
- Singolare
  - I -οιμι
  - II -οις
  - III -οι

- Duale
  - II -οιτον
  - III -οιτην

- Plurale
  - I -οιμεν
  - II -οιτε
  - III -οιεν

Diatesi attiva atematica
- Singolare
  - I -ίην
  - II -ίης
  - III -ίη

- Duale
  - II -ῖτον
  - III -ίτην

- Plurale
  - I -ῖμεν
  - II -ῖτε
  - III -ῖεν

Per la coniugazione atematica dei verbi in -μι si usa il Tema verbale ad apofonia ridotta, esempio φήμι (tema verbale φη-φα si rende ad esempio la I singolare dell'ottativo φαίην)
Diatesi media
- Singolare
  - I -οίμην
  - II -οῖο (doveva avere un sigma intervocalico, poi caduto con allungamento)
  - III -οῖτο

- Duale
  - II -οῖσθον
  - III -οίσθην

- Plurale
  - I -οίμεθα
  - II -οῖσθε
  - III -οῖντο

La diatesi media è uguale sia per i verbi tematici che atematici. Inutile dire che anche l'ottativo come il congiuntivo, nei tempi storici non presenta l'aumento. Nel caso dell'ottativo perfetto passivo, esso come il congiuntivo, si forma con il participio passivo declinato in singolare, duale e plurale, + l'aggiunta del verbo εἰμί nella coniugazione dell'ottativo.

## Formazione del presente
Comprende forme attive e medio-passive, che si riconducono a due tempi: il presente e il derivato imperfetto, che a differenza del precedente, che ha tutti i modi, ha solo l'indicativo, sprovvisto anche dell'infinito. In base al valore aspettuale, l'indicativo del presente colloca nel presente l'azione durativa, l'indicativo imperfetto esprime la stessa qualità dell'azione però nel passato. Gli altri modi, congiuntivo, ottativo, participio ecc esprimono sfumature modali dell'aspetto del processo verbale. Il tema del presente a volte coincide con la radice verbale, talora con mutamento apofonico della vocale radicale o con il raddoppiamento della medesima, e si dice quindi radicale; altre volte si è formato con meccanismi come il raddoppiamento del tema e l'aggiunta di suffissi e prefissi o infissi.
Il tema è radicale o suffissale, radicale quando il tema temporale coincide con la radice verbale, cui viene eventualmente aggiunta la vocale tematica. La radice monosillabica esce in consonante muta o liquida o nasale ἄγω dalla radice αγ-, tema del presente αγ-ε-/-ο; in alcuni casi il tema è costituito da una variante apofonica della radice verbale: πέμπω rad. πεμπ-/πμπ-, tema del presente πεμπ-ε-/ο. Ancora più particolare risultano temi che si sono sviluppati nel radicale da una consonante sonante dell'indoeuropeo: τρέπω dall'originale *τr°π > τρεπ-/-τροπ-/τραπ: 3 uscite diverse apofoniche che serviranno per formare i rispettivi tempi del presente, del futuro e dell'aoristo; e questo non è il solo, come si è visto, a mostrare tali caratteristiche.
Sono assimilati ai radicali numerosi presenti il cui tema era in origine caratterizzato dal suffisso *j, si tratta dei cosiddetti verbi "contratti" in -άω, -έω, -όω, o anche terminanti in -ύω o -εύω; poiché *j si venne a trovare tra la vocale finale del tema e la vocale tematica (esempio βασιλεύω < *βασιλευj -ε-/ο), dovette cadere perché non più pronunciato correttamente, gli si preferì la velare -υ. In altri verbi esisteva un sigma /s/ intervocalico, che in certi casi cadde senza lasciare traccia (soprattutto quando si trovava in finale).
Il tema del presente radicale è "a raddoppiamento" quando è caratterizzato da una ripetizione della consonante iniziale del tema verbale (per lo più a grado zero), seguita da vocale -ι (esempio διδάσκω, dove -δα è il tema, δι è il raddoppiamento, e qui di ha anche la particolarità di avere anche un infisso -σκ, tanto da rendere questo un verbo abbastanza composto e articolato). Il raddoppiamento del presente ha la caratteristica di renderlo riconoscibile e di diversificarlo da un aoristo o da un futuro, poiché viene impiegato lì solo il tema verbale. Il raddoppiamento dei verbi in -ι che iniziano per vocale, come si è detto, avviene ma non si vede, se non nello spirito dell'aspirazione.
I presente "suffissale", come accennato poco prima ha nel tema aggiunte di vario genere: (*j, -ν, -αν, -σκ), e talora anche prefissi, come in διδάσκω. Ci sono presenti a suffisso *j (j-ε-/ο-), tra i più diffusi, che con la caduta dello jod si sono modificati nel tema. Quelli provvisti oltre a *j anche del sigma, hanno avuto delle modifiche fonetiche come in τελέω < *τελεσ-jε/ο. Benché nel presente /s/ scompaia, appare nel futuro o nell'aoristo. Sono assimilabili ai radicali i verbi derivanti da radici bisillabiche come καλε-κλη *καλε-jο > καλέω. Particolare è il caso di καίω, che fa parte di un gruppo limitato di verbi con uscita in υ/ϝ *καυ-jε/ο > *καϝ-jε-/ο - metatesi di jϝ incontrati in -ιε- + desinenza del presente.
Nei temi in consonante, *j dà esiti uguali incontrandosi con elementi diversi: un presente in -ζω può risalire a un tema verbale in velare o a uno in dentale; un presente in -ττω/-σσω può aver origine da un tema verbale in -γ. o in -θ-, che unendosi a *j danno origine a presenti in -ττω, si faccia l'esempio di φυλάσσω < *φυλακ-j-ε/-o, oppure ὀρύσσω < *ὀρυχ-j-ε-/o. I temi in labiale che si incontrano con *j danno esito -πτ tipo βάπτω < *βαφ-j-ε-/o; i temi in liquida e nasale in λ, possono avere un esito in doppio lambda -λλ di βάλλω, i gruppi αρ, αν dove *j si vocalizza in iota avendo poi una metatesi con la nasale o la liquida danno esiti: *αρj > αιρ, *φαν-j-ε-/ο > φαίνω.
I temi a suffisso nasale alternante, perché derivante da N° sonante indoeuropea, sanno esito -ν o -αν. A seconda del suffisso si hanno tre tipi di formazione
- Il suffisso -ν viene unito a radici verbali sia consonantiche che vocaliche, in alcuni casi incontra *j, che cade provocando l'allungamento, come in βαίνω < *βα-ν-jω
- Il suffisso ampliato in -αν si aggiunge alle radici consonantiche, che spesso inseriscono anche un infisso nasale all'interno del tema, davanti a labiale l'infisso passa a -μ, davanti a velare -γ, e dentale -ν, come αἰσθάνομαι o il più noto λαμβάνω dal tema verbale λαβ-/ληβ, dove si vede l'aggiunta di -μ e poi di -άν + desinenza del tempo.
- Il suffisso ampliato in -νε si trova in poche forme, poiché precede la vocale tematica, dà origine a un presente di tipo contratto, un esempio è ἱκνέομαι.

Alcuni presenti hanno il suffisso -ισκ, e hanno un valore incoativo, indicante l'inizio di un processo verbale, e presentano anche raddoppiamento della radice verbale, parziale o totale. Ci sono tuttavia delle differenze di significato tra γηράσκω (invecchio) e γηράω (sono vecchio, stato già acquisito). I suffissi -ιζω e  -αζω provengono dall'incontro di *j con la dentale finale del radicale, come nel caso di ἐλπίζω. Altri verbi sono dei "derivati" da nominativi, come βασιλεύω (io governo, dal sostantivo della III declinazione che vuol dire "re, signore"), hanno una formazione tarda (V-IV secolo a.C), altri sono dei composti del tutto eccezionali, come i grammelot di Aristofane, oppure creati appositamente per avere un effetto puramente artistico e metrico in drammi, poemi o componimenti poetici, mentre i verbi con suffisso in -σείω hanno valore desiderativo.
La contrazione nei verbi, al presente, era effettuata soprattutto nel dialetto ionico attico, e nasceva dall'incontro di due vocali in iato, della vocale tematica con la desinenza, tale fenomeno è presente soprattutto nei verbi in -άω, έω ecc., la contrazione rispetta naturalmente la tabella degli esiti vocalici riguardante i loro incontri. I verbi bisillabici come θέω o πλέω contraggono solo quando la vocale tematica presenta la forma -ε, e dà esito in -ει.
I presenti "atematici" in -μι sono minori di quelli tematici, in casi come φημί il tema temporale coincide con la radice verbale, mentre altri, come σβέννυμι, mostrano l'evidente aggiunta di un suffisso -ννυ, in simil modo dei presenti tematici. Questi verbi radicali sono molto antichi, molti col passare dei secoli scomparvero perché si crearono dei doppioni nella coniugazione tematica, durante la fase di "normalizzazione" della lingua koinè, altri rimasero perché legati essenzialmente a concetti della vita umana. φημί, come altri verbi atematici, avendo radice a doppia apofonia (zero e allungato), nel presente vede l'alternanza dell'allungato nelle prime III persona singolari, e poi il grado zero nelle altre dell'indicativo, l'allungamento tipico per il congiuntivo, il grado zero per l'ottativo, più il suffisso dei verbi atematici -ίη, per il participio ugualmente si usa il grado zero.
Tra questi rimasti, c'è εἰμί (io sono), antichissimo, che consta solo di diatesi attiva, e si coniuga nel tempo presente, imperfetto e futuro, insieme al simile εἶμι (che però vuol dire "io vado"). Il grado normale della radice *εσ- è stato esteso a quasi tutto il sistema, dal grado zero σ- si formano solo nell'indicativo la III persona plurale con desinenza -εντι e spirito dolce analogico *σ-εντι > *εντι > *ενσι > εἰσί. Il tema originario εσriguarda anche il congiuntivo *εσ-ω da cui si è formata la I persona singolare ὦ, con caduta di sigma e contrazione del tema e della desinenza.
Tra i presenti atematici suffissali si ricorda il verbo δείκνυμι, al cui suffisso -νυ si aggiungono le desinenze atematiche.
Alcuni esempi di coniugazione di verbo della I classe in -ω:
Coniugazione attiva (Io Sciolgo)
|              | Indicativo | Congiuntivo | Ottativo | Imperativo       |
| ------------ | ---------- | ----------- | -------- | ---------------- |
| 1ª singolare | λύω        | λύω         | λύοιμι   | -                |
| 2ª singolare | λύεις      | λύῃς        | λύοις    | λῦε              |
| 3ª singolare | λύει       | λύῃ         | λύοι     | λυέτω            |
| 2ª duale     | λύετον     | λύητον      | λύοιτον  | λύετον           |
| 3ª duale     | λύετον     | λύητον      | λυοίτην  | λυέτων           |
| 1ª plurale   | λύομεν     | λύωμεν      | λύοιμεν  | -                |
| 2ª plurale   | λύετε      | λύητε       | λύοιτε   | λύετε            |
| 3ª plurale   | λύουσι     | λύωσι       | λύοιεν   | λυόντων λυέτωσαν |

Il participio e l'infinito hanno le seguenti forme:
|  | Infinito | participio                         |
|  | -------- | ---------------------------------- |
|  | λύειν    | masch. λύων femm. λύουσα neu. λῦον |

Coniugazione medio-passiva (Mi sciolgo, Sciolgo per me, Sono sciolto)
|              | Indicativo      | Congiuntivo | Ottativo | Imperativo  |
| ------------ | --------------- | ----------- | -------- | ----------- |
| 1ª singolare | λύομαι          | λύωμαι      | λυοίμην  | -           |
| 2ª singolare | λύει oppure λύῃ | λύῃ         | λύοιο    | λύου        |
| 3ª singolare | λύεται          | λύηται      | λύοιτο   | λυέσθω      |
| 2ª duale     | λύεσθον         | λύησθον     | λύοισθον | λύεσθον     |
| 3ª duale     | λύεσθον         | λύησθον     | λυοίσθην | λυέσθων     |
| 1ª plurale   | λυόμεθα         | λυώμεθα     | λυοίμεθα | -           |
| 2ª plurale   | λύεσθε          | λύησθε      | λύοισθε  | λύεσθε      |
| 3ª plurale   | λύονται         | λύωνται     | λύοιντο  | λυέσθω(σα)ν |

Il participio e l'infinito medio-passivi hanno le seguenti forme:
|  | Infinito | participio                                  |
|  | -------- | ------------------------------------------- |
|  | λύεσθαι  | masch. λυόμενος femm. λυομένη neu. λυόμενον |

Alcune Osservazioni da fare sono:
- Nel presente, sia attivo che medio-passivo, tutti i Verbi in -ω- di qualsiasi classe hanno come ultimo elemento fonetico prima della desinenza personale la vocale tematica -ε- la quale diventa -o- quando è seguita da -μ- o da -ν- e precisamente nella prima e terza persona plurale del modo indicativo e congiuntivo e nell'imperativo nella terza persona plurale.
- Per quanto riguarda la formazione delle uscite dell' indicativo attivo, non si possono dare sempre spiegazioni sicure. Tuttavia, si può segnalare che nella prima persona singolare è caduta l'antica desinenza -μι- e si è allungata in -ω- la vocale tematica -ο-, le desinenze della seconda e della terza persona singolare risultano forse dall'unione della vocale tematica -ε- con le desinenze -σι, τι- divenute per metatesi -ις, ιτ- e in ultimo la terza persona plurale -ουσι- deriva dalla desinenza originaria -ντι- in cui il gruppo -τι- si è "assibilato" in -σι- mentre la caduta di -ν- ha causato l'allungamento della vocale tematica in -ου-.
- Nel congiuntivo sono evidente le caratteristiche modali dell'allungamento della vocale tematica in ω/η e delle desinenze principali.
- Nell'ottativo sono evidente le caratteristiche modali dell'inserzione fra tema e desinenza della vocale -ι- che con la vocale tematica -ο- diventa -οι- (che resta lungo quando è in fine di parola) mentre nella terza persona plurale fra il Dittongo -οι- e la Desinenza è interposta una -ε-. Si noti poi la desinenza originaria dei temi principali -μι- per la prima persona singolare attiva e le desinenze storiche per tutte le altre persone attive e medio-passive.
- La seconda persona singolare dell'imperativo attivo esce in -ε- (vocale tematica) per la caduta della desinenza originaria -θι-. L'accento si ritira il più possibile e, nei verbi composti, anche sulla preposizione (es. παίδευε, πρόσ-εχε).
- L'uscita -ειν- dell'infinito attivo deriva dalla contrazione della vocale tematica -ε- con la desinenza originaria -εν-(ε + εν = ειν).
- Il participio attivo si declina come gli aggettivi della seconda classe a tre terminazioni col tema in -ντ-, mentre il participio medio si forma con il suffisso -μενος, μένη, μενον- e si declina come un aggettivo di prima classe a tre uscite come ἀγαθός, ή, όν.
- La seconda persona singolare dell'indicativo medio-passivo (λύῃ) del congiuntivo medio (λύῃ) e dell'imperativo medio (λύου) derivano rispettivamente da: λύεσαι, λύησαι, λύεσο, in cui, dopo la caduta del sigma intervocalico, è avvenuta la regolare contrazione delle vocali.
- La seconda persona singolare dell'ottativo medio -λύοιο- deriva da -λύοισο-, in cui è caduto il sigma intervocalico, senza provocare contrazione.

Verbi contratti in -εω e -αω (contrazione della vocale del tema + la desinenza):
- Verbi in -άω: l'esempio di τιμάω: "onorare":

|          | Indicativo attivo | Congiuntivo attivo | Ottativo attivo      | Imperativo attivo  | Indicativo medio | Congiuntivo medio | Ottativo medio | Imperativo medio    |
| -------- | ----------------- | ------------------ | -------------------- | ------------------ | ---------------- | ----------------- | -------------- | ------------------- |
| 1ª sing. | τιμῶ              | τιμῶ               | τιμῷμι oppure τιμῴην | -                  | τιμῶμαι          | τιμῶμαι           | τιμῴμην        | -                   |
| 2ª sing. | τιμᾷς             | τιμᾷς              | τιμῷς oppure τιμῴης  | τίμα               | τιμᾷ             | τιμᾷ              | τιμῷο          | τιμῶ                |
| 3ª sing. | τιμᾷ              | τιμᾷ               | τιμῷ oppure τιμῴη    | τιμάτω             | τιμᾶται          | τιμᾶται           | τιμῷτο         | τιμάσθω             |
| 2ª duale | τιμᾶτον           | τιμᾶτον            | τιμῷτον              | τιμᾶτον            | τιμᾶσθον         | τιμᾶσθον          | τιμῷσθον       | τιμᾶσθον            |
| 3ª duale | τιμᾶτον           | τιμᾶτον            | τιμῴτην              | τιμάτων            | τιμᾶσθον         | τιμᾶσθον          | τιμῴσθην       | τιμάσθων            |
| 1ª plur. | τιμῶμεν           | τιμῶμεν            | τιμῷμεν              | -                  | τιμώμεθα         | τιμώμεθα          | τιμῴμεθα       | -                   |
| 2ª plur. | τιμᾶτε            | τιμᾶτε             | τιμῷτε               | τιμᾶτε             | τιμᾶσθε          | τιμᾶσθε           | τιμῷσθε        | τιμᾶσθε             |
| 3ª plur. | τιμῶσι            | τιμῶσι             | τιμῷεν               | τιμώντων τιμάτωσαν | τιμῶνται         | τιμῶνται          | τιμῷντο        | τιμάσθων τιμάσθωσαν |

Il participio e l'infinito hanno le seguenti forme:
|  | Infinito attivo | participio attivo                    | infinito medio | participio medio                               |
|  | --------------- | ------------------------------------ | -------------- | ---------------------------------------------- |
|  | τιμᾶν           | masch. τιμῶν femm. τιμῶσα neu. τιμῶν | τιμᾶσθαι       | masch. τιμώμενος femm. τιμωμένη neu. τιμώμενον |

- Verbi in -έω: l'esempio di φιλέω: "amare".

|          | Indicativo attivo | Congiuntivo attivo | Ottativo attivo        | Imperativo attivo    | Indicativo medio | Congiuntivo medio | Ottativo medio | Imperativo medio      |
| -------- | ----------------- | ------------------ | ---------------------- | -------------------- | ---------------- | ----------------- | -------------- | --------------------- |
| 1ª sing. | φιλῶ              | φιλῶ               | φιλοῖμι oppure φιλοίην | -                    | φιλοῦμαι         | φιλῶμαι           | φιλοίμην       | -                     |
| 2ª sing. | φιλεῖς            | φιλῇς              | φιλοῖς oppure φιλοίης  | φίλει                | φιλεῖ            | φιλῇ              | φιλοῖο         | φιλοῦ                 |
| 3ª sing. | φιλεῖ             | φιλῇ               | φιλοῖ oppure φιλοίη    | φιλείτω              | φιλεῖται         | φιλῇται           | φιλοῖτο        | φιλείσθω              |
| 2ª duale | φιλεῖτον          | φιλῇτον            | φιλοῖτον               | φιλεῖτον             | φιλεῖσθον        | φιλῆσθον          | φιλοῖσθον      | φιλεῖσθον             |
| 3ª duale | φιλεῖτον          | φιλῆτον            | φιλοίτην               | φιλείτων             | φιλεῖσθον        | φιλῆσθον          | φιλοίσθην      | φιλείσθων             |
| 1ª plur. | φιλοῦμεν          | φιλῶμεν            | φιλοῖμεν               | -                    | φιλούμεθα        | φιλώμεθα          | φιλοίμεθα      | -                     |
| 2ª plur. | φιλεῖτε           | φιλῆτε             | φιλοῖτε                | φιλεῖτε              | φιλεῖσθε         | φιλῆσθε           | φιλοῖσθε       | φιλεῖσθε              |
| 3ª plur. | φιλοῦσι           | φιλῶσι             | φιλοῖεν                | φιλούντων φιλείτωσαν | φιλοῦνται        | φιλῶνται          | φιλοῖντο       | φιλείσθων φιλείσθωσαν |

Il participio e l'infinito hanno le seguenti forme:
|  | Infinito attivo | participio attivo                      | infinito medio | participio medio                                  |
|  | --------------- | -------------------------------------- | -------------- | ------------------------------------------------- |
|  | φιλεῖν          | masch. φιλῶν femm. φιλοῦσα neu. φιλοῦν | φιλεῖσθαι      | masch. φιλούμενος femm. φιλουμένη neu. φιλούμενον |

Alcuni esempi di coniugazione di verbi della II classe atematica in -μι
|          | Indicativo attivo | Congiuntivo attivo | Ottativo attivo | Imperativo attivo    | Indicativo mediopassivo | Congiuntivo mediopassivo | Ottativo mediopassivo | Imperativo mediopassivo |
| -------- | ----------------- | ------------------ | --------------- | -------------------- | ----------------------- | ------------------------ | --------------------- | ----------------------- |
| 1ª sing. | δίδωμι            | διδῶ               | διδοίην         | -                    | δίδομαι                 | δίδωμαι                  | διδοίμην              | -                       |
| 2ª sing. | δίδως             | διδῷς              | διδοίης         | δίδου (<*δίδοε)      | δίδοσαι                 | διδῷ                     | διδοῖο                | δίδοσο                  |
| 3ª sing. | δίδωσι(ν)         | διδῷ               | διδοίη          | διδότω               | δίδοται                 | διδῶται                  | διδοῖτο               | διδόσθω                 |
| 2ª duale | δίδοτον           | διδῶτον            | διδοῖτον        | δίδοτον              | δίδοσθον                | διδῶσθον                 | διδοῖσθον             | δίδοσθον                |
| 3ª duale | δίδοτον           | διδῶτον            | διδοίτην        | διδότων              | δίδοσθον                | διδῶσθον                 | διδοίσθην             | διδόσθων                |
| 1ª plur. | δίδομεν           | διδῶμεν            | διδοῖμεν        | -                    | διδόμεθα                | διδώμεθα                 | διδοίμεθα             | -                       |
| 2ª plur. | δίδοτε            | διδῶτε             | διδοῖτε         | δίδοτε               | δίδοσθε                 | διδῶσθε                  | διδοῖσθε              | δίδοσθε                 |
| 3ª plur. | διδόᾱσι(ν)        | διδῶσι(ν)          | διδοῖεν         | διδόντων / διδότωσαν | δίδονται                | διδῶνται                 | διδοῖντο              | διδόσθων / διδόσθωσαν   |

Il participio e l'infinito hanno le seguenti forme:
| Infinito attivo | Participio attivo                      | Infinito mediopassivo | Participio mediopassivo                        |
| --------------- | -------------------------------------- | --------------------- | ---------------------------------------------- |
| διδόναι         | masch. διδούς femm. διδοῦσα neu. διδόν | δίδοσθαι              | masch. διδόμενος femm. διδομένη neu. διδόμενον |

|          | Indicativo attivo | Congiuntivo attivo | Ottativo attivo | Imperativo attivo | Indicativo mediopassivo | Congiuntivo mediopassivo | Ottativo mediopassivo | Imperativo mediopassivo |
| -------- | ----------------- | ------------------ | --------------- | ----------------- | ----------------------- | ------------------------ | --------------------- | ----------------------- |
| 1ª sing. | ἵημι              | ἱῶ                 | ἱείην           | -                 | ἵεμαι                   | ἱῶμαι                    | ἱείμην                | -                       |
| 2ª sing. | ἵης               | ἱῇς                | ἱείης           | ἵει (<*ἵεε)       | ἵεσαι                   | ἱῇ                       | ἱεῖο                  | ἵεσο                    |
| 3ª sing. | ἵησι(ν)           | ἱῇ                 | ἱείη            | ἱέτω              | ἵεται                   | ἱῆται                    | ἱεῖτο                 | ἱέσθω                   |
| 2ª duale | ἵετον             | ἱῆτον              | ἱεῖτον          | ἵετον             | ἵεσθον                  | ἱῆσθον                   | ἱεῖσθον               | ἵεσθον                  |
| 3ª duale | ἵετον             | ἱῆτον              | ἱείτην          | ἱέτων             | ἵεσθον                  | ἱῆσθον                   | ἱείσθην               | ἱέσθων                  |
| 1ª plur. | ἵεμεν             | ἱῶμεν              | ἱεῖμεν          | -                 | ἱέμεθα                  | ἱώμεθα                   | ἱείμεθα               | -                       |
| 2ª plur. | ἵετε              | ἱῆτε               | ἱεῖτε           | ἵετε              | ἵεσθε                   | ἱῆσθε                    | ἱεῖσθε                | ἵεσθε                   |
| 3ª plur. | ἱᾶσι(ν) (<*ἱάᾱσι) | ἱῶσι(ν)            | ἱεῖεν           | ἱέντων / ἱέτωσαν  | ἵενται                  | ἱῶνται                   | ἱεῖντο                | ἱέσθων / ἱέσθωσαν       |

Il participio e l'infinito hanno le seguenti forme:
| Infinito attivo | Participio attivo                | Infinito mediopassivo | Participio mediopassivo                  |
| --------------- | -------------------------------- | --------------------- | ---------------------------------------- |
| ἱέναι           | masch. ἱείς femm. ἱεῖσα neu. ἱέν | ἵεσθαι                | masch. ἱέμενος femm. ἱεμένη neu. ἱέμενον |

|          | Indicativo attivo | Congiuntivo attivo | Ottativo attivo | Imperativo attivo        | Indicativo mediopassivo | Congiuntivo mediopassivo | Ottativo mediopassivo | Imperativo mediopassivo   |
| -------- | ----------------- | ------------------ | --------------- | ------------------------ | ----------------------- | ------------------------ | --------------------- | ------------------------- |
| 1ª sing. | δείκνυμι          | δεικνύω            | δεικνύοιμι      | -                        | δείκνυμαι               | δεικνύωμαι               | δεικνυοίμην           | -                         |
| 2ª sing. | δείκνυς           | δεικνύῃς           | δεικνύοις       | δείκνυ                   | δείκνυσαι               | δεικνύῃ                  | δεικνύοιο             | δείκνυσο                  |
| 3ª sing. | δείκνυσιν         | δεικνύῃ            | δεικνύοι        | δεικνύτω                 | δείκνυται               | δεικνύηται               | δεικνύοιτο            | δεικνύσθω                 |
| 2ª duale | δείκνυτον         | δεικνύητον         | δεικνύοιτον     | δείκνυτον                | δείκνυσθον              | δεικνύησθον              | δεικνύοισθον          | δείκνυσθον                |
| 3ª duale | δείκνυτον         | δεικνύητον         | δεικνυοίτην     | δεικνύτων                | δείκνυσθον              | δεικνύησθον              | δεικνυοίσθην          | δεικνύσθων                |
| 1ª plur. | δείκνυμεν         | δεικνύωμεν         | δεικνύοιμεν     | -                        | δεικνύμεθα              | δεικνυώμεθα              | δεικνυοίμεθα          | -                         |
| 2ª plur. | δείκνυτε          | δεικνύητε          | δεικνύοιτε      | δείκνυτε                 | δείκνυσθε               | δεικνύησθε               | δεικνύοισθε           | δείκνυσθε                 |
| 3ª plur. | δεικνύᾱσι(ν)      | δεικνύωσι(ν)       | δεικνύοιεν      | δεικνύντων / δεικνύτωσαν | δείκνυνται              | δεικνύωνται              | δεικνύοιντο           | δεικνύσθων / δεικνύσθωσαν |

Il participio e l'infinito hanno le seguenti forme:
| Infinito attivo | Participio attivo                          | Infinito mediopassivo | Participio mediopassivo                              |
| --------------- | ------------------------------------------ | --------------------- | ---------------------------------------------------- |
| δεικνύναι       | masch. δεικνύς femm. δεικνῦσα neu. δεικνύν | δεικνύσθαι            | masch. δεικνύμενος femm. δεικνυμένη neu. δεικνύμενον |

Questo verbo è a radice consonantica, con vocale del tema -υ. Notare che nella III persona plurale del presente attivo, l'originale desinenza *-n°τι siccome sonante e davanti a consonanti di vocalizza in α, e il tau subisce l'assibilazione in -σ quindi -ύασι(ν).